# Рене од Шатијона
Рене од Шатијона (такође и Рејналд или Реџиналд; око 1125 — 4. јул 1187) био је кнез Антиохије и један од најзначајнијих крсташких барона свога времена.

## Долазак на власт
Рене од Шатијона долази у Свету земљу током Другог крсташког рата као сиромашан француски витез. Након смрти Ремона од Поатјеа, место антиохијског кнеза остаје упражњено. Констанца, ћерка Боемунда II за мужа бира Ренеа од Шатијона. Он је био изразито храбар, али и бруталан. Са његовим окрутним и безглавим потезима нису се могли мерити ни Боемунд Тарентски, Балдуин I или Зенги. Венчање које је обављено 1153. године наишло је на велико незадовољство међу осталим крсташким баронима који су Констанцу желели удати за неког богатог француског племића, а не за обичног витеза. Међутим, Констанца је желела да се уда из љубави јер је у брак са Ремоном ушла веома млада.

## Кнез Антиохије
Одмах по доласку на власт, Рене је ушао у сукоб са Емеријем, антиохијским патријархом који одбија да му исплати новац који му је Рене тражио. Рене га је дао ишибати до крви, намазао га медом и поставио на врх куле где је мед привлачио јата оса и мува. Тек на наредбу Балдуина III, јерусалимског краља, Рене је ослободио патријарха. Емерију је враћена титула патријарха, али он је не прихвата већ бежи у Јерусалим.
Године 1156. у савезу са Јерменима напада византијско острво Кипар због његових личних сукоба са Манојлом Комнином. Ово је била велика грешка јер је Кипар увек био на страни крсташа и снабдевао га храном и оружјем приликом похода. Краљ Балдуин му је упућивао жестоке прекоре, али их је Рене једноставно игнорисао.
Две године касније Манојло Комнин долази у Свету земљу. Плашећи се напада овог јаког противника, Рене се пред њим појавио као молилац, босоног и бацио се пред цареве ноге у прашину док је овај седео на царском престолу. Цар је био задовољан ипружио му опрост. Приликом Манојловог уласка у Антиохију 12. априла 1159. године, Рене је пешице водио његовог коња.
Крајем следеће, 1160. године, Рене пада у заробљеништво Нур ад Дина. Тамо ће провести дугих 16 година што је уједно и најдужи боравак неког од крсташких барона у заробљеништву. Боравак у заробљеништву га нимало неће променити.

## Други долазак на власт
Године 1176. Рене излази из заробљеништва и жени се са Стефани, двоструком удовицом (Мил од Пленсија и Хемфри од Торона) добијајући тако на управу најјаче крсташке тврђаве: Керак и Крак де Монтреал. Учествовао је скоро у свакој бици Балдуина IV. Његов задатак био је да штити Јерусалимску краљевину од напада Египћана.
Наредних година Рене из своја два неосвојива утврђења походи муслиманске земље. Године 1181. напада муслимански караван који се враћао из Индије и задобија такву количину плена да се цео муслимански свет затресао. Саладин сместа шаље захтев Балдуину да му врати отето. Рене одбија Балдуинове захтеве па Саладин покреће армију од 5000 људи у одмазду. У помоћ Ренеу притекла је крсташка армија па је напад одбијен.
Године 1183. Рене упућује изазов свим муслиманима у Светој земљи. Сам је разгласио приче да ће разбити камен Ћабу, а посмртне остатке Пророка, „тог проклетог гонича камила“ извадити и уништити. Ове безумне претње навукле су на Ренеа мржњу свих муслимана у Светој земљи. Познат као велики верник, Саладин није могао мирно да пређе преко тога. Напао је Ренеову флоту и готово у потпуности је уништио. Рене је изгубио највећи део војника.
Исте године је Рене учествовао у бици под гором Тавор која се завршила крсташким поразом. Саладин опседа Керак у коме је обављено венчање Изабеле Јерусалимске и Хамфрија од Торона. Рене је послао Саладину печене говедине и овчетине уз извињење што целу муслиманску армију не може позвати на прославу. Саладин је наредио да се кула у којој је обављено венчање не бомбардује. Опсада је завршена неуспехом захваљујући помоћи Ремона III од Триполија.

## Погибија
Ремон је чествовао и, за крсташе погубној, бици код Хитина. Заједно са великим мајстором Темплара Жераром од Ришфоа успео је да убеди Гаја Лизињанског да притекне у помоћ опсађенима у Тиберијасу. Крсташи упадају у клопку и готово сви гину или падају у заробљеништво. Заробљен је и сам Рене. Изрекавши му све грехе које је учинио према исламу, Саладин вади сабљу и одсеца му раме. Присутни официри прискочили су и пред очима краља Лизињана га исекли.

## Породично стабло
| \| \| \| \| \| 2. Анри од Шатијона \| \| \| \| \| \| \| \| \| \| \| \| \| \| \| \| \| \| \| \| \| \| \| \| \| \| \| \| \| \| \| \| \| 1. Рене од Шатијона \| \| \| \| \| \| \| \| \| \| \| \| \| \| \| \| \| \| \| \| \| \| \| \| \| \| \| \| \| \| \| \| \| \| \| \| 3. Ерменгарда од Монжеа \| \| \| \| \| \| \| \| \| \| \| \| \| \| \| \| \| \| \| \| \| \| \| \| \| |                         |  |  |                     |  |  |  |
| |                         |  |  | 2. Анри од Шатијона |  |  |  |
| |                         |  |  |                     |  |  |  |
| |                         |  |  |                     |  |  |  |
| |                         |  |  |                     |  |  |  |
| | 1. Рене од Шатијона     |  |  |                     |  |  |  |
| |                         |  |  |                     |  |  |  |
| |                         |  |  |                     |  |  |  |
| |                         |  |  |                     |  |  |  |
| | 3. Ерменгарда од Монжеа |  |  |                     |  |  |  |
| |                         |  |  |                     |  |  |  |
| |                         |  |  |                     |  |  |  |